# WVV Wageningen in het seizoen 1968/69
Het seizoen 1968/1969 was het 15e jaar in het bestaan van de Wageningense betaaldvoetbalclub Wageningen. De club kwam uit in de Eerste divisie en eindigde daarin op de 17e plaats, dit betekende dat de club rechtstreeks degradeerde naar de Tweede divisie. Tevens deed de club mee aan het toernooi om de KNVB beker, hierin werd in de eerste ronde verloren van NAC (2–4).

## Wedstrijdstatistieken

### Eerste divisie
|       | Blauw-Wit | FC Den Bosch '67 | SC Cambuur | D.F.C. | Eindhoven | Elinkwijk | Haarlem | Helmond Sport | Heracles | HVC   | RBC   | RCH   | SVV   | Veendam | Vitesse | De Volewijckers | Willem II |
| ----- | --------- | ---------------- | ---------- | ------ | --------- | --------- | ------- | ------------- | -------- | ----- | ----- | ----- | ----- | ------- | ------- | --------------- | --------- |
| Thuis | 0 – 1     | 1 – 0            | 4 – 2      | 2 – 0  | 0 – 1     | 1 – 4     | 2 – 1   | 0 – 1         | 0 – 1    | 1 – 2 | 1 – 0 | 1 – 1 | 1 – 1 | 1 – 0   | 1 – 1   | 1 – 1           | 0 – 1     |
| Uit   | 2 – 0     | 4 – 1            | 1 – 0      | 1 – 1  | 4 – 5     | 2 – 1     | 1 – 0   | 2 – 0         | 3 – 1    | 0 – 1 | 0 – 1 | 2 – 0 | 3 – 1 | 3 – 1   | 2 – 1   | 2 – 2           | 2 – 1     |

### KNVB beker
| 1e ronde                                                | Wageningen                         | 2 – 4 (1 – 1) | NAC                                            |
| 15 september 1968 Plaats: Wageningen De Wageningse Berg | Jan Rorije 40' Frans van Ernst 88' |               | 11', 64', 75' Gerrie Deijkers 62' Jan van Gorp |

## Statistieken Wageningen 1968/1969

### Eindstand Wageningen in de Nederlandse Eerste divisie 1968 / 1969
| Stand | Gespeeld | Gewonnen | Gelijk | Verloren | Punten | Doelpunten voor | Doelpunten tegen |
| ----- | -------- | -------- | ------ | -------- | ------ | --------------- | ---------------- |
| 17e   | 34       | 9        | 6      | 19       | 24     | 34              | 52               |

### Topscorers
| #                 | Naam              | Goal |
| ----------------- | ----------------- | ---- |
| 1.                | Jan Rorije        | 6    |
| 2.                | Marcel Broecks    | 4    |
| 2.                | Geurt Jansen      | 4    |
| 4.                | Henny Roelofs     | 3    |
| 4.                | Joop van Viegen   | 3    |
| 4.                | Ton van de Weerd  | 3    |
| 4.                | Ton Weijmer       | 3    |
| 8.                | Frans van Ernst   | 2    |
| 8.                | Marius van Reemst | 2    |
| 8.                | Eddy Tanis        | 2    |
| 11.               | Henk Janssen      | 1    |
| Onbekend doelpunt |                   |      |
| –                 | Onbekend          | 1    |
| Totaal            | Totaal            | 34   |

| #      | Naam            | Goal |
| ------ | --------------- | ---- |
| 1.     | Frans van Ernst | 1    |
| 1.     | Jan Rorije      | 1    |
| Totaal | Totaal          | 2    |

## Voetnoten
Blauw-Wit ·
FC Den Bosch '67 ·
Cambuur ·
D.F.C. ·
Eindhoven ·
Elinkwijk ·
Haarlem ·
Helmond Sport ·
Heracles ·
HVC ·
RBC ·
RCH ·
SVV ·
Veendam ·
Vitesse ·
De Volewijckers ·
Wageningen ·
Willem II